# Christ Illusion
A Christ Illusion a Slayer amerikai együttes tizedik stúdióalbuma. Az album a Billboard lista 5. helyén debütált megjelenésekor, ezzel a Slayer eddigi legmagasabb helyezését produkálta.

## Dalok
1. Flesh Storm – 4:16 (King)
2. Catalyst – 3:09 (King)
3. Skeleton Christ – 4:22 (King)
4. Eyes of the Insane – 3:24 (Araya/Hanneman)
5. Jihad – 3:30 (Araya/Hanneman)
6. Consfearacy – 3:09 (King)
7. Catatonic – 4:56 (King)
8. Black Serenade – 3:18 (Araya/Hanneman)
9. Cult – 4:42 (King)
10. Supremist – 3:51 (King)

## Közreműködők
- Tom Araya – basszusgitár, ének
- Jeff Hanneman – gitár
- Kerry King – gitár
- Dave Lombardo – dob

## Listás helyezés

### Album
| Év   | Lista             | Helyezés |
| ---- | ----------------- | -------- |
| 2006 | The Billboard 200 | 5        |